# Spinomantis guibei
Espèce
Synonymes
- Gephyromantis elegans Guibé, 1974
- Mantidactylus guibei Blommers-Schlösser, 1991

Statut de conservation UICN

 VU B1ab(iii) : Vulnérable
Spinomantis guibei est une espèce d'amphibiens de la famille des Mantellidae.

## Répartition

Aire de répartition de Spinomantis guibei.

Cette espèce est endémique de Madagascar. Elle se rencontre entre 1 200 et peut être 1 800 m d'altitude dans le sud-est de l'île, entre la réserve spéciale de Kalambatritra et le parc national d'Andohahela,.

## Description
Spinomantis guibei mesure de 29 à 35 mm pour les mâles et de 36 à 40 mm pour les femelles.

## Étymologie
Son nom d'espèce, guibei, lui a été donné en référence à Jean Guibé, naturaliste ayant décrit le premier cette espèce.

## Publications originales
- Blommers-Schlösser & Blanc, 1991 : Amphibiens (première partie). Faune de Madagascar, vol. 75, p. 1-379.
- Guibé, 1974 : Batraciens nouveaux de Madagascar. Bulletin du Museum National d'Histoire Naturelle, sér. 3, Zoologie, vol. 171, p. 1169-1192 (texte intégral).